# 禾笛街
禾笛街（英語：Wo Tik Street）是香港新界荃灣區一條街道，以荃灣西約前村落禾笛壩命名，北面接住沙咀道，南面連接楊屋道。

## 附近建築
- 萬景峰
- 中華基督教會全完第一小學
- 楊屋道街市
- 楊屋道市政大廈
- 荃新天地

## 附近道路
- 新村街
- 河背街